# 范畴化
数学中，范畴化是将集合论的定理替换为范畴论类似物的过程。成功的范畴化会将集合替换为范畴，将函数替换为函子，将方程替换为自然变换或函子。
范畴化的逆叫做“去范畴化”，是将范畴内同构的物件在态射意义下视同相等的系统化过程。去范畴化往往比范畴化更简单。李代数的表示论和特定代数上的模都是这种研究的合适物件。有几种对这样的模进行范畴化的框架，如所谓（弱）阿贝尔范畴。
范畴化和去范畴化不是精确的数学过程，而是一类可能的相似物。这种过程与“广义化”之类的术语相近，而不像“构造从层化”（Sheafification）之类。

## 例子
范畴化的一种形式采用了以集合论描述的结构，将集合解释为范畴内物件的“同构类”。例如自然数集可视作有限集的势的集合（任意两个有相同势的集合都视作同构）。这时，对自然数集的操作，如加法、乘法等运算可以视作对有限集范畴的副积和积。这里的思想不太抽象地说，是操作由具体物件组成的集合，并取副积（并集）或积（构建元素的数组）；之后，集合的内在结构便通过“同构取等”被抽象出来，产生算术的抽象理论。这是“去范畴化”的过程，范畴化会把它逆过来。
另一个例子包括拓扑学中的同调。埃米·诺特给出了同调的现代阐释：即通过范畴化贝蒂数的标记，得到的特定自由阿贝尔群的秩。另见Khovanov同调在纽结理论中作为纽结不变量。
有限群理论中的一个例子是，对称函数环的范畴化可以通过对称群的表示的范畴实现。去范畴化映射将Specht模对{\displaystyle \lambda }的偏变为Schur函数的同一个偏，即
{\displaystyle S^{\lambda }{\stackrel {\varphi }{\to }}s_{\lambda }}
基本遵循了从关联的格罗滕迪克群的最适基到对称函数环的表示论最适基的特征映射。这样的映射反映了结构如何保持相似，例如
{\displaystyle \left[\operatorname {Ind} _{S_{m}\otimes S_{n}}^{S_{n+m}}(S^{\mu }\otimes S^{\nu })\right]\qquad {\text{ and }}\qquad s_{\mu }s_{\nu }}
在各自的基上有相同的分解数，都可以由Littlewood–Richardson系数确定。

## 阿贝尔范畴化
对范畴{\displaystyle {\mathcal {B}}}，令{\displaystyle K({\mathcal {B}})}为{\displaystyle {\mathcal {B}}}的格罗滕迪克群。
令{\displaystyle A}为是自由阿贝尔群的环，并使{\displaystyle \mathbf {a} =\{a_{i}\}_{i\in I}}为{\displaystyle A}的基，这样{\displaystyle \mathbf {a} }中的乘法就是正定的，即
{\displaystyle a_{i}a_{j}=\sum _{k}c_{ij}^{k}a_{k},}，其中{\displaystyle c_{ij}^{k}\in \mathbb {Z} _{\geq 0}}
令{\displaystyle B}为{\displaystyle A}-模，则{\displaystyle (A,\mathbf {a} ,B)}的（弱）阿贝尔范畴会包括一个阿贝尔范畴{\displaystyle {\mathcal {B}}}、一个同构关系{\displaystyle \phi :K({\mathcal {B}})\to B}、精确自函子{\displaystyle F_{i}:{\mathcal {B}}\to {\mathcal {B}}}，则
1. 函子{\displaystyle F_{i}}将{\displaystyle a_{i}}的活动施于模{\displaystyle B}，即{\displaystyle \phi [F_{i}]=a_{i}\phi }；
2. 有同构关系{\displaystyle F_{i}F_{j}\cong \bigoplus _{k}F_{k}^{c_{ij}^{k}},}，即复合{\displaystyle F_{i}F_{j}}可以分解为函子{\displaystyle F_{k}}的直和。相对地，{\displaystyle a_{i}a_{j}}也可以分解为基元素{\displaystyle a_{k}}的线性组合。

## 阅读更多
- A blog post by one of the above authors (Baez): https://golem.ph.utexas.edu/category/2008/10/what_is_categorification.html （页面存档备份，存于）.